# Jacket
Jacket è l'album di debutto della cantante norvegese Marte Wulff, pubblicato il 2 gennaio 2006 su etichetta discografica (It's) Definitely Records e distribuito dalla Sonet Distribusjon.

## Tracce
1. Run – 3:28
2. Lady – 3:49
3. Song to Save You – 3:44
4. The Boat – 4:07
5. Over Again – 2:34
6. Skin – 3:21
7. Use Your Head – 2:59
8. Jacket – 3:00
9. Melting Ice – 3:21
10. Down the Rails – 3:31
11. Carousel (of Love) – 6:09

## Classifiche
| Classifica (2006) | Posizione massima |
| ----------------- | ----------------- |
| Norvegia          | 23                |